# كورتيس د. ويلبر
كورتيس د. ويلبر (بالإنجليزية: Curtis D. Wilbur)‏ هو قاضي ومحامي وسياسي أمريكي، ولد في 10 مايو 1867 في مقاطعة بون في الولايات المتحدة، وتوفي في 8 سبتمبر 1954 في سان فرانسيسكو في الولايات المتحدة. حزبياً، نشط في الحزب الجمهوري. وقد انتخب قاضي محكمة الاستئناف الأمريكية للدائرة الاتحادية.